# Ichneumon marginatorius
Ichneumon marginatorius är en stekelart som beskrevs av Rossi 1790. Ichneumon marginatorius ingår i släktet Ichneumon och familjen brokparasitsteklar. Inga underarter finns listade i Catalogue of Life.